# Aromobates ericksonae
Aromobates ericksonae Barrio-Amorós & Santos, 2012 è un anfibio anuro, appartenente alla famiglia degli Aromobatidi.

## Etimologia
L'epiteto specifico è stato dato in onore di Ronna Erickson.

## Distribuzione e habitat
È endemica della Cordillère de Mérida in Venezuela.